# Ercole Bentivoglio (politico)
Ercole Bentivoglio (Bologna, 1450 – Bologna, 13 settembre 1524) è stato un politico italiano.

## Biografia

Lo stemma Bentivoglio

Figlio di Ludovico Bentivoglio, crebbe nella Bologna dominata politicamente dalla sua famiglia e governata dallo zio Giovanni. Nel 1488 fece parte del Collegio dei Sedici magistrati, nel 1491 fu senatore e nel 1494 Gonfaloniere di Giustizia: la sventata congiura di Giovanni Malvezzi aveva infatti convinto Giovanni Bentivoglio a esercitare in proprio il governo della città e a circondarsi di uomini appartenenti alla propria famiglia, emarginando le ambizioni delle altre famiglie patrizie bolognesi a funzioni di pura rappresentanza.
Funzioni svolte, del resto, anche da Ludovico, che nel 1492 si occupò del matrimonio di Alessandro Bentivoglio con Ippolita Sforza e nel 1494 accompagnò a Mantova la cugina Laura sposa di Giovanni Gonzaga. Assunse anche compiti militari: nel 1493 fu messo al comando di un reparto di balestrieri e nel 1500, alleato di Cesare Borgia, combatté a Rimini contro Pandolfo Malatesta.
Il 24 dicembre 1502, mentre era inviato a trattare col Valentino la sicurezza di Bologna, fu preso prigioniero dai Francesi, che pretesero la sua liberazione in cambio di un riscatto: l'incidente si risolse grazie all'intervento del governatore di Milano Charles d'Amboise.

Stemma concesso da Papa Giulio II a Ercole Bentivoglio e utilizzato dai suoi discendenti

Nel novembre del 1506, quando i suoi famigliari furono cacciati da Bologna in virtù dei maneggi di Giulio II, Ercole fu trattenuto dal papa che lo fece membro del nuovo Senato dei Quaranta, imponendo alla famiglia il cambiamento dello stemma, nel quale furono inserite le ghiande, i frutti del rovere, albero simbolo della famiglia di Giulio II.
La collaborazione di Ercole al nuovo ordine fu totale e quando, nel 1511, Annibale Bentivoglio lo fece membro del restaurato Collegio dei Sedici, egli evitò di compromettersi politicamente con i propri parenti, guadagnandosi la fiducia di Leone X il quale, dopo la definitiva cacciata di Annibale da Bologna nel 1512, il 22 giugno 1513 lo confermò senatore.
Lo zelo di Ercole fu tale che egli si oppose presso il papa alla richiesta di Annibale ed Ermes Bentivoglio di poter far ritorno a Bologna e fu gratificato nel 1517 con la nomina a gonfaloniere. Rimasto fedele al nuovo ordine politico, contrastò il tentativo di rientrare a Bologna di Annibale Bentivoglio, appoggiato dal vescovo bolognese Bernardo Rossi e dalle armi di Annibale Rangoni e Francesco Maria Della Rovere. Il figlio Ludovico, avuto dalla moglie Giulia Manzoli, guidò la resistenza della città e i soldati di Annibale furono respinti con gravi perdite il 20 aprile 1522.